# Seseo

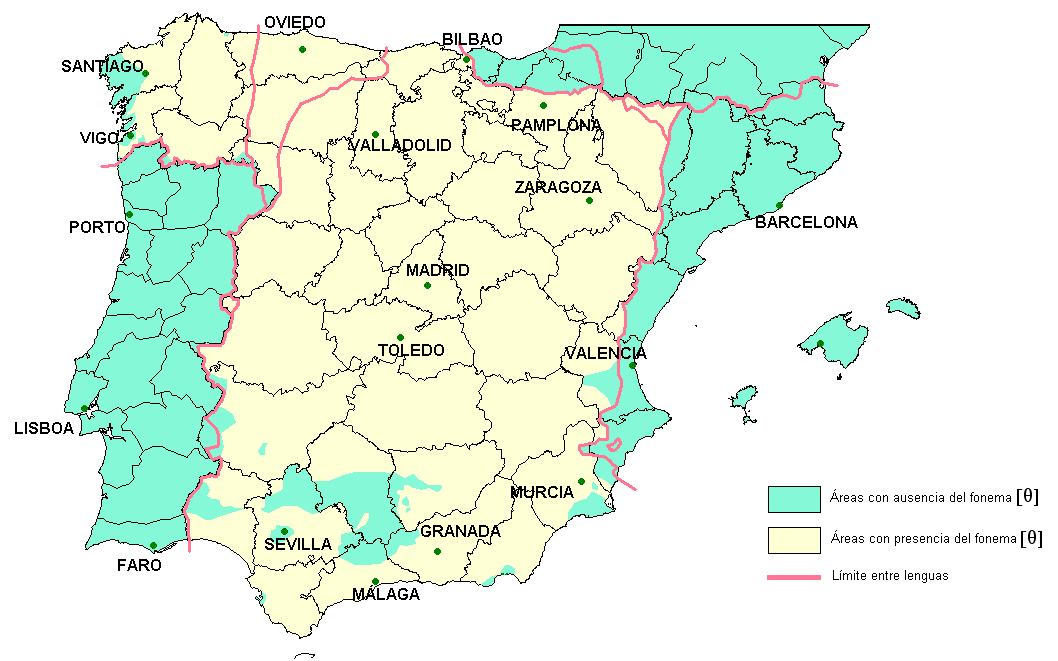
伊比利亞半島中//θ//音的分佈：有//θ//音（黃色），無//θ//音（綠色）。其中紅線代表大致的語言區界限

Seseo 指的是在西班牙語的一些方言中，清齒擦音/θ/（寫作z、ce、ci）與清齒齦擦音/s/（寫作s）兩個音位發生合併，均讀為清齒齦擦音/s/的現象。與之相對的現象稱為 ceceo，指的是/θ/與/s/均讀為清齒齦噝音/s̄/（與清齒擦音/θ/相似）的現象。因此，在能區分/θ/和/s/的地區中，「casa」（房屋）和「caza」（狩獵）兩詞發音不同，但在seseo或ceceo的地區，兩詞發音相同。使用 seseo 的人被稱為 seseísta 或 seseante。
Seseo 分佈在西班牙語美洲全境以及西班牙的加那利群島全境和安達魯西亞中部，Ceceo 則主要分佈在安達魯西亞南部。而在西班牙國內的大部分（除加那利群島和安達魯西亞以外）地區的方言中，/θ/和/s/都作爲不同音位得以區分。

## 區分/θ/和/s/的地區
在西班牙國內的標準西班牙語中，⟨s⟩與⟨z⟩以及⟨e⟩和⟨i⟩之前的⟨c⟩（也被稱作「軟⟨c⟩」）發音不同：
1. ⟨s⟩表示清齒齦擦音/s/。
2. ⟨z⟩以及「軟⟨c⟩」表示清齒擦音/θ/。

該音位對立反映在西班牙語正字法中，也作爲標準西班牙語音系的一部分。西班牙中部和北部地區（除巴斯克語和加泰罗尼亚語的雙語地區以外）的各種方言也區分兩者。因此，在西班牙的大部分地區的西語使用者都能正確區分⟨sa⟩、⟨se⟩、⟨si⟩、⟨so⟩、⟨su⟩和⟨za⟩、⟨ce⟩、⟨ci⟩、⟨zo⟩、⟨zu⟩，不需要有意識地去記憶哪些詞語採用哪個字母拼寫，而這對於不區分兩者的方言使用者而言是需要額外記憶的點。

## Seseo 和 ceceo 地區
在上述以外的西語地區，/θ/與/s/合併，根據合併結果又分為 ceceo 和 seseo 兩種類型。

### Ceceo

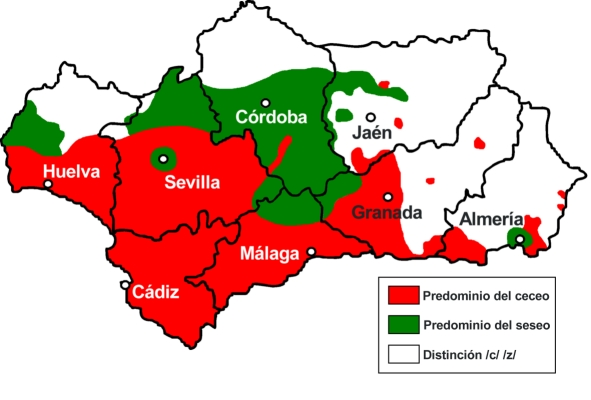
在安達魯西亞ceceo和seseo的分佈：
ceceo
seseo
不混

Ceceo指的是/θ/與/s/均發為清齒-齒齦噝音/s̄/（與/θ/相似）的現象。Ceceo僅出現在西班牙南部安達魯西亞的方言中，但據瓦爾德（Hualde）報告，在中美洲的部分地區也有此種現象。由於ceceo的使用者大多居住在農村地區，因此常被視爲缺乏文化的表現。
使用ceceo人口占主流的地區主要有：
- 加的斯省（加的斯市區主要為seseo）
- 馬拉加省除安特克拉郡（西班牙语：Comarca de Antequera）以外的大部分地區
- 韋爾瓦省、塞維亞省、格拉納達省的南半部
- 阿爾梅里亞省的海岸地區，以西阿爾梅里亞郡（西班牙语：Poniente Almeriense）為主
- 哈恩省和科爾多瓦省的小部分地區

在以上地區中有多個非ceceo的方言島，例如塞維亞和加的斯兩市的大部分居民為seseante，而格拉納達市區則是seseo和區分/θ/與/s/的居民各半 。

### Seseo
與ceceo相反，seseo指的是/θ/與/s/均發為/s/的現象。Seseo在西班牙國內的分佈地區較為狹小，僅限於加那利群島與安達魯西亞的一部分地區。但從世界範圍來看，seseo卻是西班牙語使用者中分佈最廣者，其中西班牙語美洲的居民幾乎全為seseante。西語美洲各國所使用的標準西語中都以seseo爲準。在西班牙國內，相較於ceceo，一般認爲seseo「更能為大眾接受」或者說「不那麼粗魯」。
在安達魯西亞，seseo使用者佔多數的地區有：
- 韋爾瓦省：安德瓦羅郡（西班牙语：Andévalo）及以北
- 加的斯省：加的斯市及其周邊
- 塞維亞省：塞維亞市及其周邊，阿爾哈拉費郡（西班牙语：Aljarafe）的一部分，北部山區和乾草原地帶
- 科爾多瓦省：包括首府科爾多瓦在內的中部和南部地區（主要為瓜達幾維河谷地區）
- 馬拉加省：安特克拉郡
- 哈恩省：鄰接科爾多瓦省的瓜達幾維河谷地區（具體包括安杜哈爾、阿爾霍納、拜倫、馬爾莫萊霍、卡薩利利亞、拜薩、托雷德爾坎波、哈瓦爾金托和圣地亚哥-德卡拉特拉瓦9個市鎮。其中在拜薩等幾個市鎮中seseo瀕臨消失）
- 格拉納達省：西端的蒙特弗里奥和阿爾加里內霍附近。在東部也有零星分佈
- 阿爾梅里亞省：在多半地區seseo已消失，僅在少數幾個市鎮有零星分佈

下表給出了上述3種不同發音現象的例子：
|              | la casa（房屋） | la caza（狩獵） |
| ------------ | --------------- | --------------- |
| 區分/θ/和/s/ | /la ˈkasa/      | /la ˈkaθa/      |
| ceceo        | /la ˈkaθa/      | /la ˈkaθa/      |
| seseo        | /la ˈkasa/      | /la ˈkasa/      |

### Ceseo和seceo
在西班牙，很多出身於ceceo或seseo地區的人會刻意區分/θ/和/s/以避免顯示出自己的ceceo或seseo特徵。有些情況下，他們會誤將z和i、e前的c都讀為/s/，或將s讀為/θ/。此外，也有一些人會使用介於/θ/和/s/之間的讀音，更有甚者完全不考慮拼寫而將兩者交替使用。例如，達爾伯爾 (1980)就指出「由於（一部分）使用者無法迅速作出準確的判斷，因此他們將/s/和/θ/隨意交替使用，或將其讀爲介於兩者之間的模糊發音」。奧拜德 (1973)將該現象稱爲「ceseo」和「seceo」。他觀察到一名西語使用者在短短幾分鐘之內就以/s/和/θ/混用的方式，以4種不同發音讀出“Zaragoza”這一地名。一般認爲，說話者使用哪一種發音方式主要受周圍的社會和語言環境影響。例如在加那利群島，當地基本上都只使用seseo；但在伊比利亞半島的西班牙本土卻很少能見到只使用seseo的人，就連在seseante佔大多數的地區（例如塞維亞市），人們都能視情況使用seseo或使用完全區分/s/和/θ/的發音方式。在西班牙也有少數人在公開場合能夠毫無顧忌地使用seseo，例如來自塞維亞的饒舌歌手阿澤（页面存档备份，存于）和薩圖（页面存档备份，存于）。

## 起源

### 卡斯蒂利亚的 ceceo
關於西班牙語中/θ/音的一個都市傳說流傳甚廣：曾有一位患有構音障礙的西班牙國王「創造」了/θ/音，而後借由其威信迅速在國內傳開。但是從學術面上來看，該說法完全沒有依據。倫德堡 (1947)就此傳說的來源進行了考證，發現其最早出現於佩羅·洛佩斯·德·阿亞拉所撰編年史一書中。該書提及寫當時的國王佩德羅一世「有一點大舌頭」。但這卻與西班牙語發展的歷史事實相悖：佩德羅一世生活於14世紀，/θ/音卻產生於17世紀（見後述）。況且，就算真的是構音障礙導致/θ/音的產生，那也只可能讓伊比利亞半島上西班牙語全都變成ceceo，而不會保留兩者的對立。構音障礙確實會導致說話人（例如當時的國王）把「siento」（感到）和「ciento」（百）都發成[θjento]，但在現代西班牙語中它們卻分別發作[sjento]和[θjento]。
對一個生長於seseo地區的西班牙人來說，/θ/雖不常用，但由於在生活中或多或少有機會聽到別人發出這個音，所以他們並不會對該音感到陌生。但對於生長在西語美洲以及美國的人來說，/θ/確實會讓他們有「口齒不清」感，因此他們有時會將伊比利亞半島的西語稱為「卡斯蒂利亚的ceceo（「大舌頭」）話」。

### 演變
在15世紀的西班牙語中曾經有8種不同的噝音音位，比現存任一種西語方言都多。到了16至17世紀，8種噝音在不同的方言中分別以不同方式合併，形成了現有格局。8種噝音清濁成對，分成4組：
- 清齒齦塞擦音/t͡s/：寫成⟨c⟩或⟨ç⟩
- 濁齒齦塞擦音/d͡z/：寫成⟨z⟩
- 清齒齦擦音/s/：在母音之間寫成⟨ss⟩，其他情況下寫成⟨s⟩
- 濁齒齦擦音/z/：僅出現在母音之間，寫成⟨s⟩
- 清顎齦塞擦音/t͡ʃ/：寫成⟨ch⟩
- 濁顎齦塞擦音/d͡ʒ/：寫成⟨j⟩，在⟨i⟩或⟨e⟩之前還可寫作⟨g⟩（“軟g”）
- 清顎齦擦音/ʃ/：寫成⟨x⟩
- 濁顎齦擦音/ʒ/：與/d͡ʒ/的拼寫無區別

其中，/dʒ/很有可能在16世紀以前就已經弱化合併為/ʒ/。這些噝音之間主要的區別在於，在典型的北中部方言中，顎齦音（可記為/t͡s̪/／/d͡z̪/)）的發音部位要比齒齦音（可記為/s̺/／/z̺/）偏後；而在南部方言（例如安達魯西亞方言）中，這兩種音的發音部位相同。
在1500年後的幾十年內，/d͡z̪/音發生了大規模的去塞音化。由於發音部位不同，在中北部方言中其依然沒有與/z̺/合併，但在南部方言中兩者之間已經沒有任何區別。
|                 |    | 發音       | 正寫法                                            |
| --------------- | -- | ---------- | ------------------------------------------------- |
| 濁塞擦音→濁擦音 | 濁 | /dʒ/ → /ʒ/ | ⟨j⟩或軟⟨g⟩                                        |
| 濁塞擦音→濁擦音 | 濁 | /d͡z̪/ → /z̪/ | ⟨z⟩                                               |
| 清塞擦音        | 清 | /t͡ʃ/       | ⟨ch⟩                                              |
| 清塞擦音        | 清 | /t͡s̪/       | 在⟨e⟩和⟨i⟩之前寫作⟨c⟩；在⟨a⟩、⟨o⟩、⟨u⟩之前寫作⟨ç⟩ |
| 齒齦擦音        | 濁 | /z̺/        | 母音之間的⟨s⟩                                     |
| 齒齦擦音        | 清 | /s̺/        | 在母音之間寫作⟨ss⟩；其他情況下寫作⟨s⟩             |
| 顎齦擦音        | 濁 | /ʒ/        | ⟨j⟩或軟⟨g⟩                                        |
| 顎齦擦音        | 清 | /ʃ/        | ⟨x⟩                                               |

在上一階段的去塞音化完成後，濁噝音開始發生清化。在此前的北中部方言中，/z̺/和/ʒ/完全消失，但/z̪/仍然存在，因為與之對應的清音/s̪/在當時的西班牙語中並不存在，但有兩個與之發音類似的音位：/t͡s̪/和/s̺/。到了1600年左右，/t͡s̪/也發生去塞音化，合併到/s̪/。在之後的推移中，西班牙語的音韻系統中一直保持著/s̪/與/s̺/的對立。但由於兩者間差距非常小，所以此後為了區分大量的含有兩者的詞語，出現了各種加大兩者差異的音變。最終最爲廣泛的一種音變即爲將/s̪/的發音部位提前爲非噝音的齒間音/θ̟/，如此該音位在聽感上便得以與/s/清晰區分。另一方面，顎齦擦音/ʃ/的發音部位則後移爲非噝音的軟齶音/x/。以上音變完成後，在現代的標準卡斯提亞西班牙語中，噝音便只剩下了/s/一個：
| 原有的3對噝音 | 去塞音化1  | 清音化     | 去塞音化2 | 現代發音 | 正寫法       |
| ------------- | ---------- | ---------- | --------- | -------- | ------------ |
| /d͡z̪/ – /t͡s̪/   | /z̪/ – /t͡s̪/ | /s̪/ – /t͡s̪/ | /s̪/       | [θ̟]      | ⟨z⟩或者軟⟨c⟩ |
| /z̺/ – /s̺/     | /z̺/ – /s̺/  | /s̺/        | /s̺/       | [s̺]      | ⟨s⟩          |
| /ʒ/ – /ʃ/     | /ʒ/ – /ʃ/  | /ʃ/        | /ʃ/       | [x]      | ⟨j⟩或者軟⟨g⟩ |

在南部方言中，/t͡s/清音化和去塞音化後得到的噝音與原有的/s/音並沒有任何區別。但/ʃ/的發音部位後退以致變成軟齶音/x/這一點與中北部方言沒有區別。在許多ceceo地區（例如半島最南端的加的斯省），這個噝音在進化中發音部位提前，變成了非噝音的齒齦音[θ̺]，與標準西班牙語中表示⟨c⟩和⟨z⟩的齒間音/θ̟/十分類似。而在seseo地區（例如塞維亞省和韋爾瓦省），這個噝音進化成了[s̻]，這個音與標準西班牙語中表示⟨s⟩的齒齦音[s̺]十分類似。由於從西班牙遷往美洲的人當中出身於安達魯西亞和加那利群島的比例較高，因此這種seseo發音是對西班牙語美洲影響最大的一種發音現象。另外，在卡斯蒂利亞西班牙語中出現/θ/音之前的數百年，就已經有一些西班牙人移民到了美洲。
| 原有的3對噝音 | 去塞音化1  | 清音化     | 去塞音化2 | 現代的ceceo | 現代的seseo | 正寫法        |
| ------------- | ---------- | ---------- | --------- | ----------- | ----------- | ------------- |
| /d͡z/ – /t͡s/   | /z/ – /ts/ | /s/ – /ts/ | /s/       | [θ̺]         | [s̻]         | ⟨z⟩、⟨c⟩、⟨s⟩ |
| /z/ – /s/     |            | /s/ – /ts/ | /s/       | [θ̺]         | [s̻]         | ⟨z⟩、⟨c⟩、⟨s⟩ |
| /ʒ/ – /ʃ/     | /ʒ/ – /ʃ/  | /ʃ/        | /ʃ/       | [x]         | [x]         | ⟨j⟩或軟⟨g⟩    |

由於拉迪諾語至少在15世紀就已經脫離卡斯蒂利亞語（以及其他一些伊比利亞半島的語言）的影響，所以其噝音變化並不及西班牙語劇烈。現代拉迪諾語的噝音系統更類似于葡萄牙語。